# Oskar Hult
Oskar Hult, född 1986 i Linköping, är en svensk konstnär. Han är utbildad vid Kungliga Konsthögskolan och konsthögskolan i Wien.
Han har ställt ut på bland annat Moderna museet Malmö, Tsukuba Art Museum i Tsukuba i Japan, Gävle konstcentrum och Färgfabriken i Stockholm. Han finns med i flera samlingar, exempelvis Region Uppsala. 
År 2017 mottog han Fredrik Roos-stipendiet.
Oskar Hult är representerad vid Anna Bohman Gallery.